# 少年ピカレスクロマン
少年ピカレスクロマン(しょうねん ぴかれすくろまん)は、関西を本拠とする日本の劇団。略称「少年P」「S.P.R」。

## 概要
2010年旗揚げ。
作風は多岐にわたるが内容はコメディ色が主で家族を芯にした作品が多い。
関西らしいといえば関西らしい作風であるがゆえに万人受けするとは限らない。
ジャンルであるピカレスクロマンに少年がつく事によって「子どもの悪ふざけ」という意味合いをもつ。

旗揚げより約13年間代表を務めていた若月咲弥が代表を退任。
熊田洋司が二代目代表として就任し、若月咲弥は少年ピカレスクロマン総裁に就任する。
劇団で総裁というよくわからない役所ではあるが、それがこの劇団の少年らしさなのかもしれない。

## 主な作品
- マンパワーシアターVol.1　『純喫茶猫庵(Nyan)シリーズ＃01　カフェインハッピー』【2010年8月21日(土)〜22日(日)シアターカフェNyan】
- マンパワーシアターVol.2　『純喫茶猫庵(Nyan)シリーズ＃02　くるくるRe;サイクル〜2月のサクラ〜』【2011年2月19日(金)〜20日(日)シアターカフェNyan】
- マンパワーシアターVol.3　『純喫茶猫庵(Nyan)シリーズ＃03(完)　しあわせかぞくけいかく〜イツワリノハナヨメ〜』【2011年6月25日(土)〜26日(日)シアターカフェNyan】
- マンパワーシアターVol.4　『めぐるタイムトラベラー』【2012年4月28日(土)〜29日(日)シアターカフェNyan】
- little☆lover 第2回公演　『おかえり。「オオクワガタ☆捕獲大作戦!!!」』(作・演出)【2012年8月24日(金)〜26日(日)千日前TORIIホール】
- マンパワーシアターVol.5　『おどる怪物プリンセス　オオカミの涙と少女とフンガーと』【2012年12月1日(土)〜2日(日)シアターカフェNyan】
- インプロ公演　『たまにはハメをはずしたっていいじゃない公演』【2013年3月18日(月)ク・ビレ邸】
- インプロ公演　『カフェオ〜レのように混ぜておいしくナ〜レ!!』（イベント公演）【2013年6月18日(土)道頓堀ZAZA HOUSE】
- マンパワーシアターVol.6　『Sherlock〜小林少女の事件簿〜「よみがえる怪人」』【2013年6月22日(土)〜23日(日)シアターカフェNyan】
- マンパワーシアターVol.7　『アリス☆ストレイドッグス -Love is Movement-』【2014年6月14日(土)〜15日(日)シアターカフェNyan】
- マンパワーシアターVol.8　『エンド・オブ・ザ・ワールド -愛しのゴースト大決戦!!!-』【2015年6月27日(土)〜28日(日)シアターカフェNyan】
- マンパワーシアターVol.9　『NyanSELECT2015参加作品「ただそこに在る命の情景」』【2015年12月19日(土)〜20日(日)シアターカフェNyan】
- マンパワーシアターVol.10 『Sherlock〜小林少女の事件簿R〜 狙われた学園「明智大五郎の逆襲」』【2016年7月29日(金)〜31日(日)千日前TORIIホール】
- マンパワーシアターVol.11 『スイート❤ポイズン クリスマス』【2016年12月16日(金)〜19日(日)シアターカフェNyan】
- マンパワーシアターEX 北﨑亜花音プロデュース『雪の花が咲く頃に-Snow Drop-』【2017年5月20日(土)〜21日(日)シアターカフェNyan】
- マンパワーシアターVol.12 『MAHOROVER~悠久のアリヤ~』【2018年1月19日(金)〜21日(日)千日前TORIIホール】
- マンパワーシアターVol.13 『めぐるタイムトラベラー2018』【2018年6月22日(金)〜24日(日)シアターカフェNyan】
- ラジェム×少年ピカレスクロマン 廣澤佐和プロデュース『スターシップ★オペラ〜宇宙チワワVS宇宙マンチカン』【2018年9月14日(金)池田市立石橋南小学校】
- ラジェム×少年ピカレスクロマン『Sweet Poison CHRISTmas2018〜遥か宇宙のまにまに〜』【2018年12月14日(金),15日(日)theater bar LUDO】
- マンパワーシアターVol.14 『ヤーチャイカ〜僕らはみんな天ぷらを塩で食べる〜』【2019年6月14日(金)〜16日(日)スペースコラリオン】
- ラジェム×少年ピカレスクロマン 廣澤佐和プロデュース『明日への軌跡』【2019年10月8日(火)池田市立石橋南小学校】
- マンパワーシアターVol.15 『逢魔ヶ時備忘録~絶叫シアトリカル・モンスターズ~』【2019年12月20日(金)〜22日(日)千日前TORIIホール】
- マンパワーシアター☆EX 熊田洋司デビュー20周年記念公演『リベンジ・オブ・ザ・ゴースト〜激突！噂のゴッドばあちゃん〜』【2023年7月28日(金)〜30日(日)スペースコラリオン】
- マンパワーシアターVol.16『暁光の魔女と明日の軌跡』【2024年7月19日(金)〜21日(日)大阪市立芸術創造館】

## 前説作品
主に演劇において観劇時の諸注意として前説というものがあり、少年ピカレスクロマンでは観劇無償の約10分程度の前説ショーがある。
- マンパワーシアターVol.1 「その日暮らしのアリサッティ」(作・演出：わかつきさくや)
- マンパワーシアターVol.2 「魔性の宅急便」(作・演出：わかつきさくや)
- マンパワーシアターVol.3 「となりのお店のトトロ」(作・演出：わかつきさくや)
- マンパワーシアターVol.4 「せんとくんと千尋の神隠し」(作・演出：わかつきさくや)
- マンパワーシアターVol.5 「のけもの姫」(作・演出：わかつきさくや)
- マンパワーシアターVol.6 「コクリコ坂だから」(作・演出：わかつきさくや)
- マンパワーシアターVol.7 「ハウルが動く城」(作・演出：わかつきさくや)
- マンパワーシアターVol.8 「風の谷のナウいジェシカ」(作・演出：わかつきさくや)
- マンパワーシアターVol.10「耳をすませていただければ」(作・演出：わかつきさくや)
- マンパワーシアターVol.11「食う寝るだけの豚」(作・演出：わかつきさくや)
- マンパワーシアターEX    「アベンジャーズ？」(不明)
- マンパワーシアターVol.12「魔女の前説特急便」(作・演出：わかつきさくや)
- マンパワーシアターVol.13「前説の少女ハイジ」(作・演出：わかつきさくや)
- マンパワーシアターVol.14「想い出がいつもマーニー」(作・演出：わかつきさくや)
- マンパワーシアターVol.15「もののけの悲鳴」(作・演出：わかつきさくや)

## 劇団員
- いまがしゅん（旗揚げ2010年-）
- 若月咲弥／わかつきさくや（旗揚げ2010年-）※少年ピカレスクロマン総裁(2023年8月-)
- シバサキユウ子（2012年-2020年）
- 北﨑亜花音（2013年-2018年）
- 牧野隆全（2014年-）
- 鈴木智子（2017年-）
- 希木ゆきち（2018年-2020年）
- 熊田洋司（2018年-）※少年ピカレスクロマン代表(2023年8月-)
- セキモトシゲアキ（2018年-）

## オリジナル楽曲
- 「僕らはみんな天ぷらを塩で食べる〜少年ピカレスクロマンのテーマ〜」(Vo：少年少女ロマネスク合唱団　作詞・作・編曲：YOWHEY(あさり57))
- 「まわる回転木馬」(Vo：幻想少女(マボロシショウジョ)K　作詞：わかつきさくや　作・編曲：井上純一)
- 「little lover」(Vo：ぐめこ。With柴﨑祐子　作詞：わかつきさくや　作・編曲：井上純一)
- 「Sherlock〜よみがえる怪人〜」(作・編曲：魚水幸之助)
- 「アリス☆ストレイドッグス」(作・編曲：魚水幸之助)
- 「GHOST WARS」(作・編曲：魚水幸之助)
- 「少年ピカレスクロマン キンソング」(Vo：シバサキユウ子featuring少年少女合唱団　作詞：わかつきさくや　作・編曲：喙長三尺)